# David Perlov
David Perlov (in ebraico: דוד פרלוב; Rio de Janeiro, 9 giugno 1930 – Tel Aviv, 13 dicembre 2003) è stato un regista, sceneggiatore e direttore della fotografia israeliano.
È considerato uno dei maggiori registi del cinema israeliano e probabilmente il fondatore del cinema documentaristico israeliano. Ha raggiunto la fama internazionale per i suoi Cinematic Essays e soprattutto per il suo film Diario.

## Biografia
David Perlov nasce a Rio de Janeiro il 9 giugno 1930. Discendente da una famiglia chassidica (della dinastia degli Stolin-Carlin) che si era stabilita in Sfad nel 1857. Passò la sua infanzia a Belo Horizonte, e si trasferì a San Paolo all'età di 10 anni. Il padre era un prestigiatore che David incontrò solo raramente e il nonno, che era emigrato dalla Palestina al Brasile, crebbe il giovane David.
Inizia l'attività artistica come pittore prima e poi come regista a Parigi negli anni 1950; in seguito, nonostante le opportunità professionali che gli erano prospettate a Parigi, Perlov decide di immigrare con la moglie Mira in Israele. Si stabiliscono al Kibbutz Bror Hayil nel 1958 e qui nascono, nel 1959, le loro gemelle Yael and Naomi. Nel 1961 lasciano il kibbutz per Tel Aviv.
Dal 1973 insegnò al Dipartimento di Cinema e Televisione dell'Università di Tel Aviv, che contribuì a fondare. Da allora, l'insegnamento divenne una parte cruciale del suo sviluppo personale e artistico. Egli entrò nel corpo docenti della "Sam Spiegel Film School" a Gerusalemme. Nel 1987 ebbe la nomina a professore associato e 10 anni dopo quella a professore ordinario.
Nel 1999 Perlov ricevette il Premio Israele per i suoi contributi al cinema israeliano. In quell'occasione, il noto critico cinematografico Uri Klein scrisse: "Perlov ha portato al film israeliano la tradizione del film documentaristico, fondendovi teoria e pratica. La sua grandezza risiede nel fatto che il suo lavoro è ad un tempo personale e pubblico, rivelatorio e misterioso, intimo e amplissimo, come è tutta la grande arte."
Morì quattro anni dopo, nel 2003, a Tel Aviv.

## Opere
Fin dalla tenera età mostrò interesse e talento nel disegno. Negli anni che seguirono la fine dalla seconda guerra mondiale, Perlov divenne uno dei leader principali del Movimento Sionista Socialista giovanile in Brasile. La sua vocazione artistica, tuttavia, lo portò prima a Parigi, dove risiedette per sei anni, studiando alla École des beaux-arts e più tardi allo studio di Árpád Szenes.

### Cinema
Le tendenze astrattiste degli anni cinquanta non soddisfacevano Perlov, e il suo bisogno di confrontarsi con soggetti più umani lo avvicinarono al cinema. Divenne assistente di Henri Langlois, il fondatore e direttore della Cinémathèque française, e lavorò come editor con il documentarista Joris Ivens.
Nel 1957 a Parigi girò Tante chinoise, un film basato sui caustici disegni di una giovinetta dodicenne della borghesia provinciale francese del 1890, che trovò nella cantina della casa in cui viveva.
Immigrato in Israele nel 1958, Perlog inizia a dirigere documentari per le autorità locali, subendo per tutti gli anni sessanta l'ostracismo dell'establishment. Basato sulla propaganda patriottica, sul socialismo reale e su uno sguardo collettivo piuttosto che soggettivo sulla realtà, la cultura artistica dominante rappresentava tuttavia la unica fonte di fondi per il cinema documentaristico del tempo. In questo contesto, Perlov sfrutta comunque ogni opportunità per introdurre il suo stile di regia.
Seguendo il processo ad Eichmann, gira In Thy Blood Live, il primo film israeliano accettato al Festival Cinematografico di Venezia, dove gli fu conferita una menzione d'onore. Per il film seguente, Old Age Home, fu insignito del premio della Fondazione Van-Leer. Una svolta nella sua carriera cinematografica ci fu nel 1963, quando girò il documentario A Gerusalemme (בירושלים, Be-Yerushalayim), che divenne uno dei più importanti film del cinema documentaristico israeliano.
Le sue proposte continuano a essere ripetutamente respinte dall'establishment israeliano e dalla Israel Broadcasting Authority e, fino al 1972, riuscì a produrre solo due film non documentari: La pillola, una burla fantastica basata su una sceneggiatura di Nissim Aloni, e 42:6, una drammatica ricostruzione della vita di David Ben-Gurion.
All'inizio del 1973 David Perlov, in seguito al costante disinteresse delle autorità israeliane, decide di "ricominciare da zero" con semplici mezzi e un budget scarsissimo, e filmare con una cinepresa 16 mm la sua vita giornaliera insieme ai drammatici eventi che stavano accadendo in Israele in quei giorni. Proseguì per dieci anni fino a quando nel 1983 Channel 4, una rete televisiva inglese, mostrò interesse per trasmettere il film, progetto che risultò nell'epico Diario (יומן).
Nel 1998 iniziò a lavorare su Revised Diary, tre film da un'ora ciascuno - Sheltered Childhood, Day to Day and Rituals, e Back to Brasil - incentrati su temi specifici a differenza del flusso narrativo che caratterizzava Diary.
Nel 1999, completò il montaggio del film Anemones, prodotto con i suoi studenti.

#### Filmografia
- 1957 Old Aunt China – 12 min. – documentario
- 1959 Shoemakers' Alley in Jaffa – 12 min.- documentario
- 1960 Fishermen in Jaffa – 11 min. – documentario
- 1962 In Thy Blood Live – 17 min. – documentario
- 1963 In Jerusalem – 33 min. – documentario
- 1964 Tel Katzir – 33 min. – documentario
- 1967 Theater in Israel – 26 min.
- 1967 The Pill – 90 min. – Fiction
- 1969 42:6 – 90 min.
- 1970 Navy – 11 min. – documentario
- 1973 Diary – 330 min. – documentario
- 1977 Biba – 50 min. – documentario
- 1979 Memories of the Eichmann Trial - 60 min. – documentario
- 1981 In Search of Ladino - 60 min. – documentario
- 1993 Tel Katzir 93’ – 56 min. – documentario
- 1994 Yavne Street – 25 min. – documentario
- 1995 The Silver Platter – 26 min. – documentario
- 1996 Meetings with Nathan Zach – 60 min. – documentario
- 2000 Anemones – 17 min. – film sperimentale
- 2001 Revised Diary 1990 – 1999 – 180 min. – documentario
- 2003 My Stills – 58 min. – documentario
- 2003 From Now to Now – 98 min. – documentario (incompiuto)

### Fotografia
Già fin dal 1953 a Parigi, Perlov iniziò a scattare fotografie. Negli ultimi anni della sua vita si dedicò anzi quasi esclusivamente alla fotografia, realizzando tre mostre personali. Il suo ultimo film My Stills uscito nel 2003, è stato interamente basato sulle fotografie che scattò nell'arco di cinquant'anni.